# Hurtigrutenmuseum

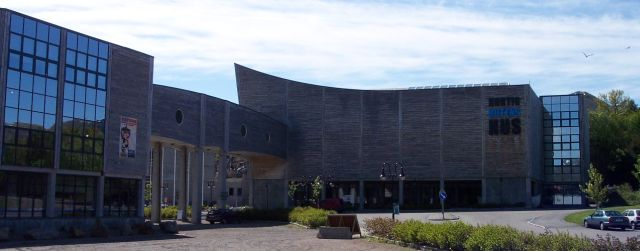
Der Neubau des Hurtigrutenmuseums, 2004

Das Hurtigrutemuseum (norwegisch: Hurtigrutemuseet) ist ein Schifffahrtsmuseum in Stokmarknes, Norwegen. Dieser Ort gilt als eine der Gründungsstätten der Hurtigruten, die im Jahr 1893 ihren Liniendienst aufnahmen. Zum einhundertjährigen Jubiläum der Hurtigruten wurde 1993 das Hurtigrutenmuseum in einem Verwaltungsgebäude der ehemaligen Hurtigruten-Reederei Vesteraalens Dampskibsselskab eingerichtet. 
Am 4. Juli 1999 wurde ein moderner Museumsneubau unmittelbar neben dem alten Gebäude eröffnet. Ein Höhepunkt der Dauerausstellung ist das 1956 in Dienst gestellte Hurtigruten-Schiff Finnmarken, das nach seiner Ausmusterung 1993 auf dem Museumsgelände aufgedockt wurde und besichtigt werden kann. Über eine Verbindungsbrücke ist das Schiff mit dem Museum verbunden.
Wegen der fortschreitenden Korrosion wurde das Museumsschiff kurzfristig mit einem Leichtbau-Dach aus Trapezblechen abgedeckt. Mittelfristig sind größere Aufwendungen für den Erhalt des Schiffes notwendig, die das Museum selbst nicht aufbringen kann. Von politischer Seite wird daher daran gedacht, die Finnmarken zu verschrotten und an ihrer Stelle die Lofoten als schwimmendes Museumsschiff einzubinden.
Ende 2009 schien die Politik doch zu der Lösung zu tendieren, die Finnmarken in einer breit angelegten Gemeinschaftsarbeit zu restaurieren und somit vor dem fortschreitenden Verfall langfristig zu bewahren.
Mit Stand 2022 ist das Schiff von einem modernen Gebäude umbaut worden. Dieser Neubau wurde am 28. August 2021 eröffnet.

## Abbildungen

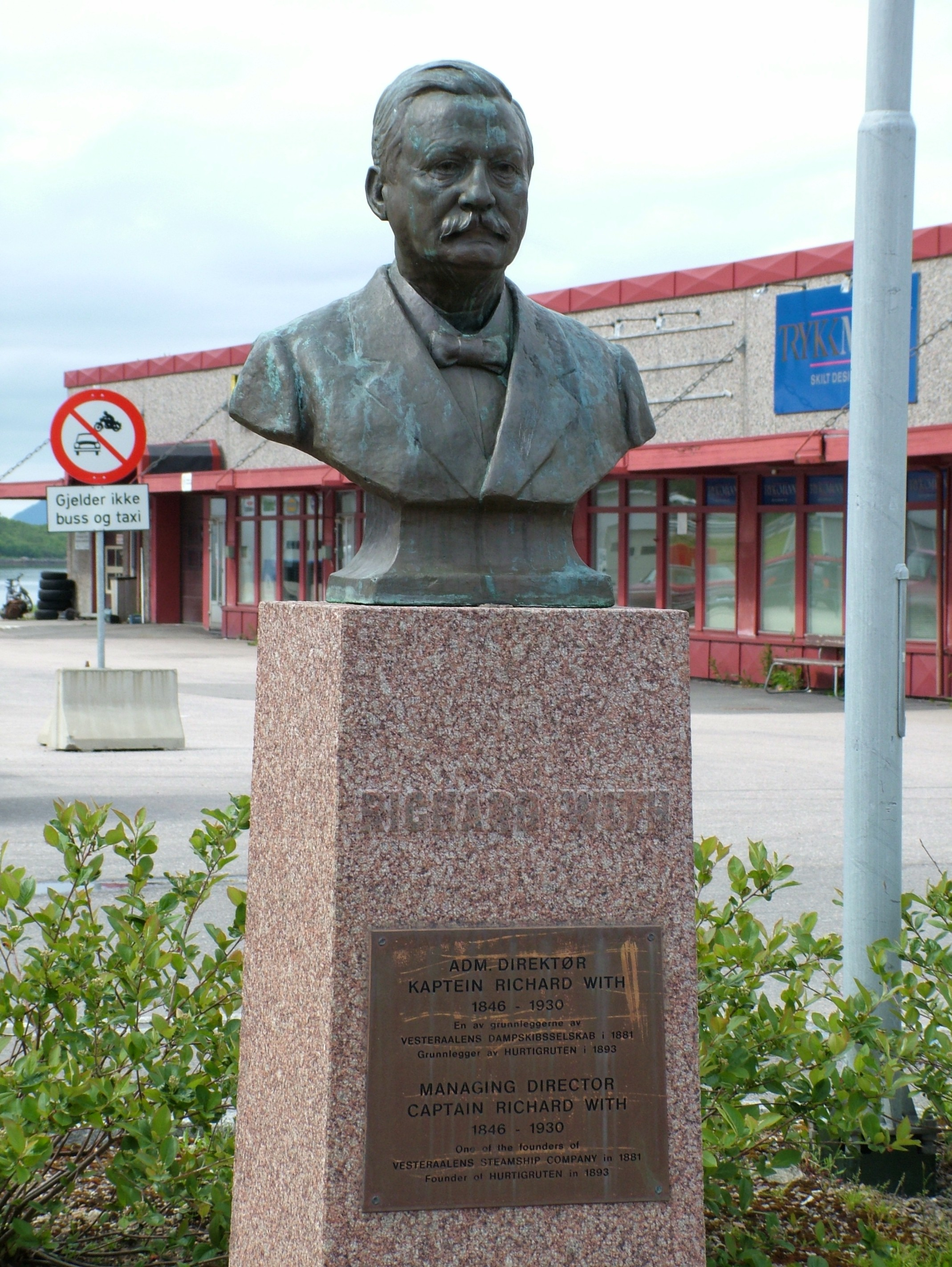
Denkmal für Richard With, den Begründer der Hurtigruten
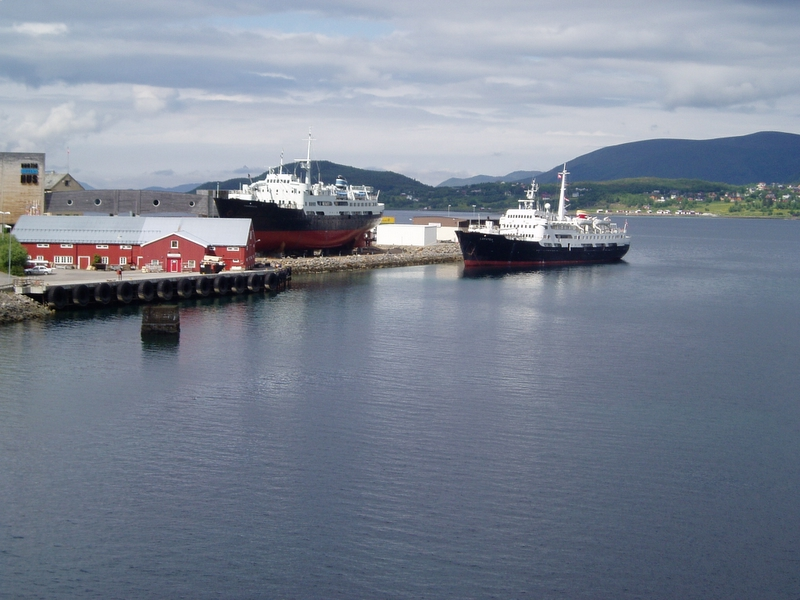
Außenansicht
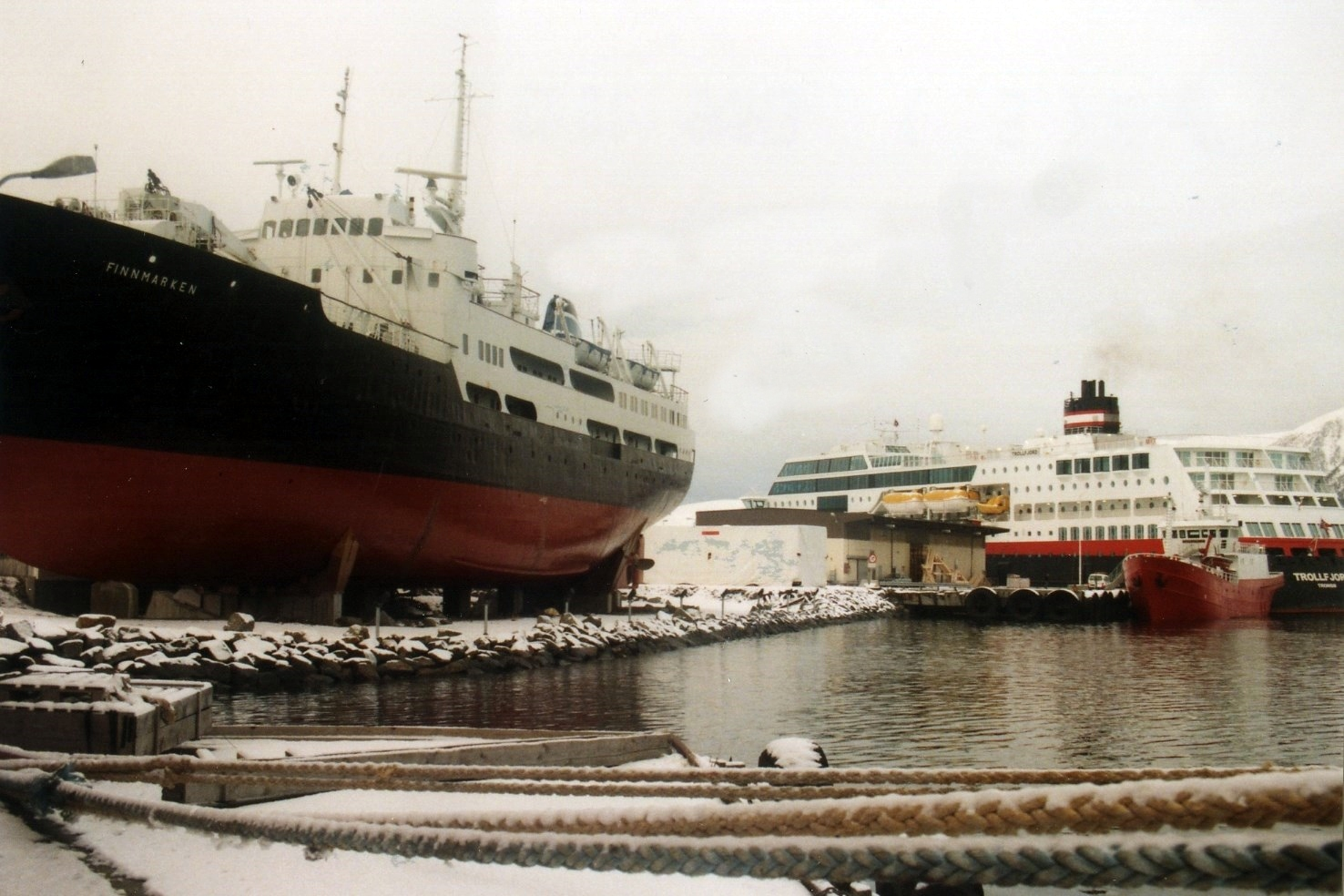
Finnmarken im Museum und Trollfjord im Hafen
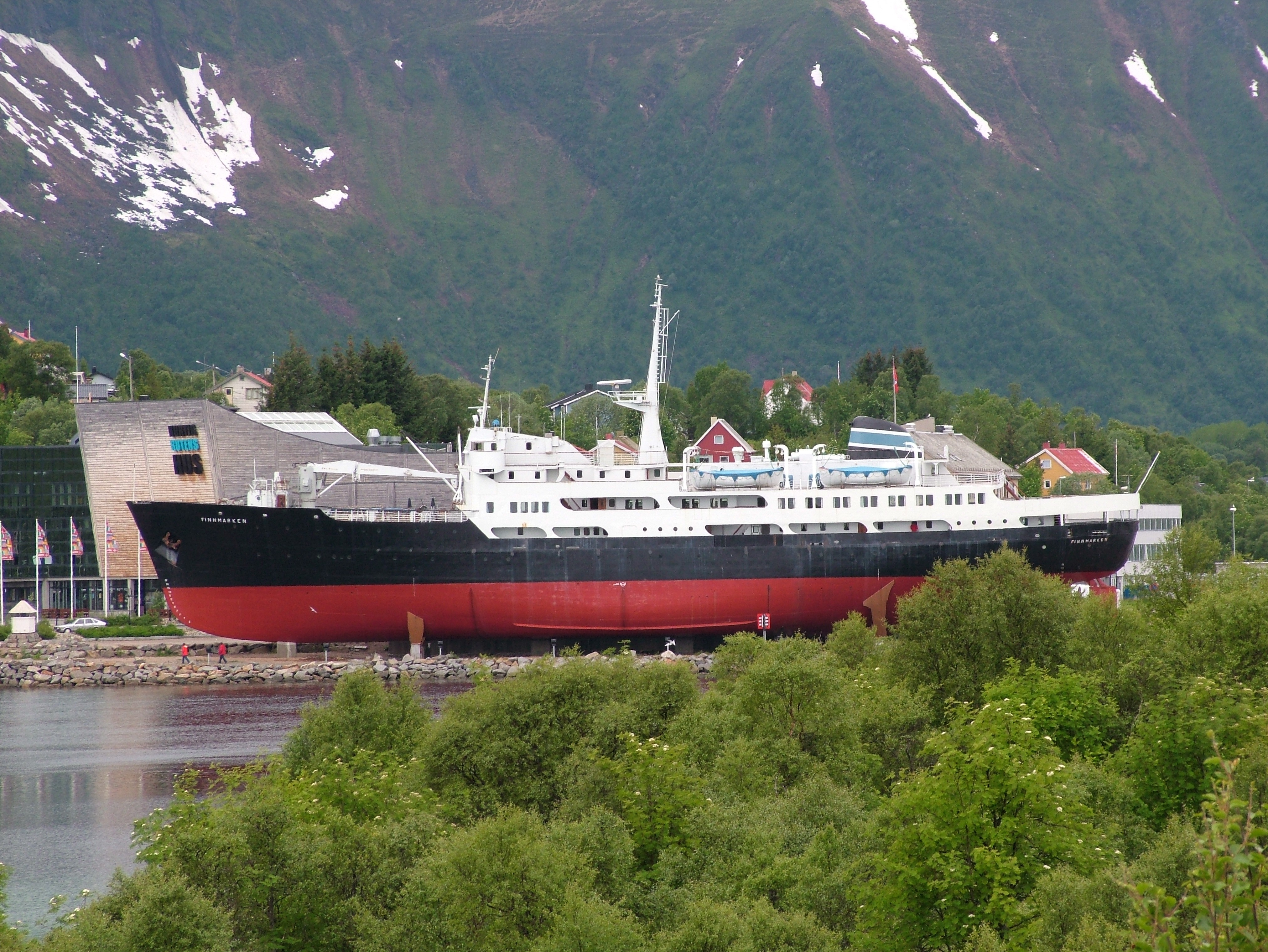
Museum und Finnmarken von See aus gesehen
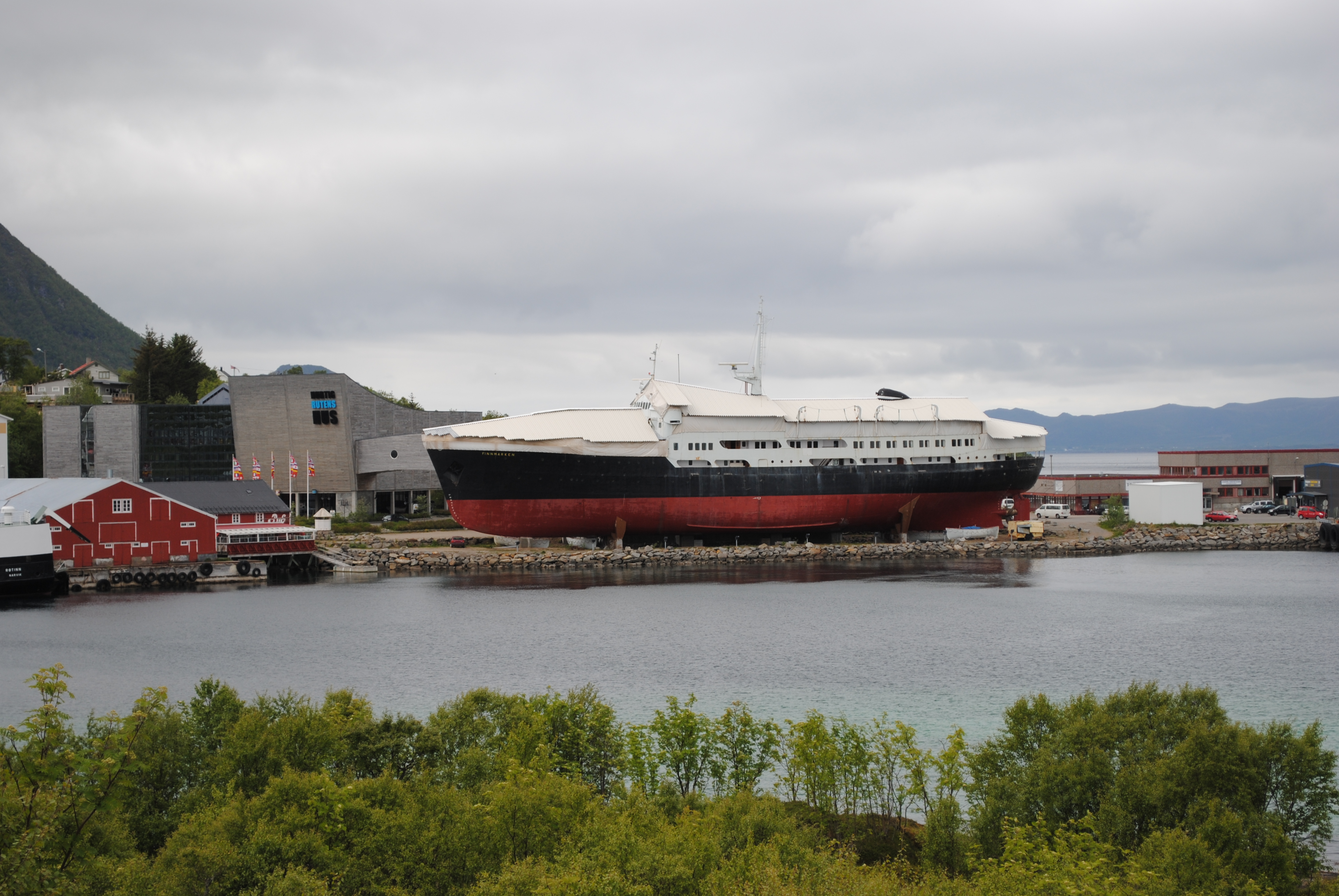
Die nunmehr abgedeckte Finnmarken
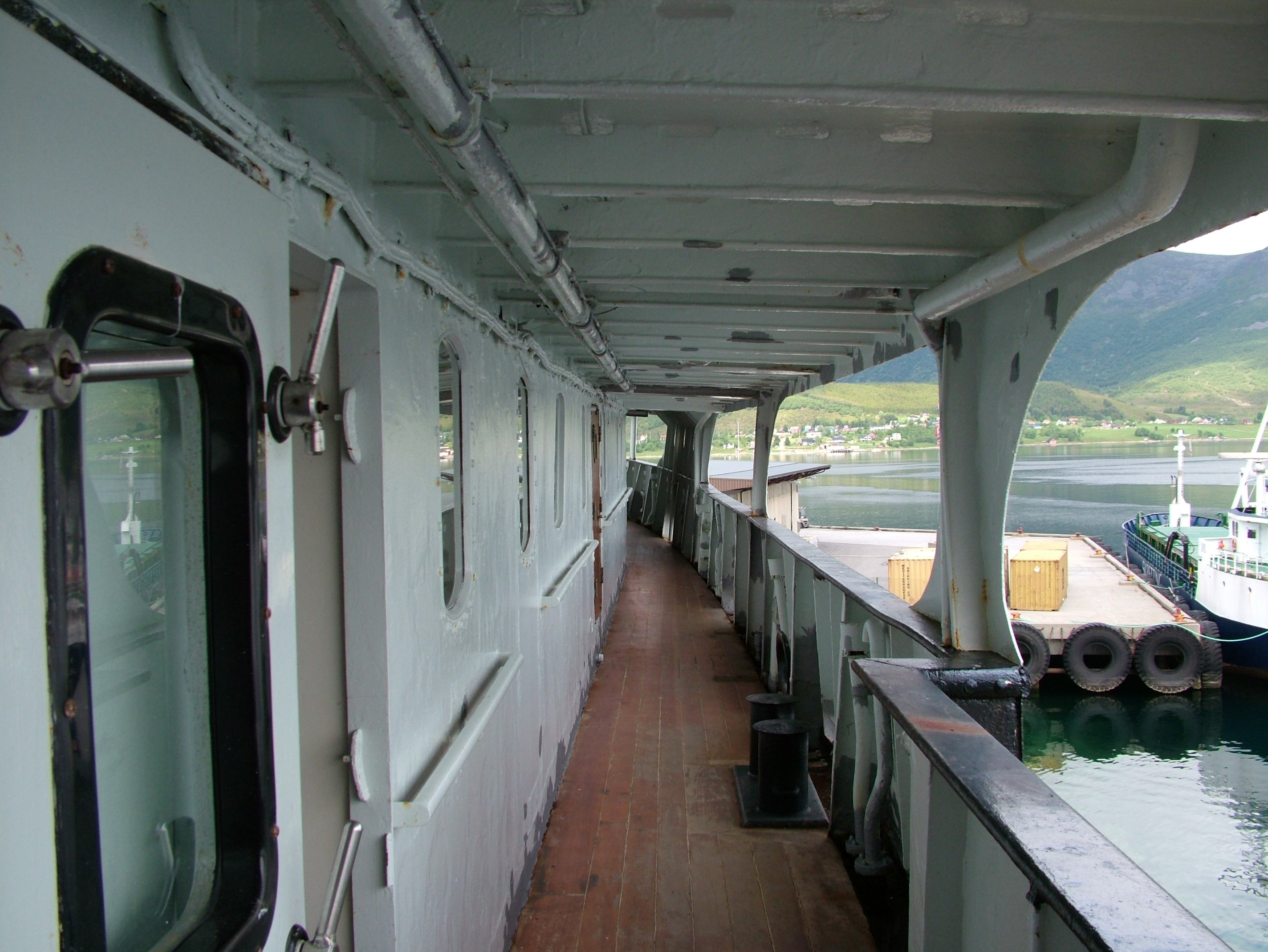
Auf der Finnmarken
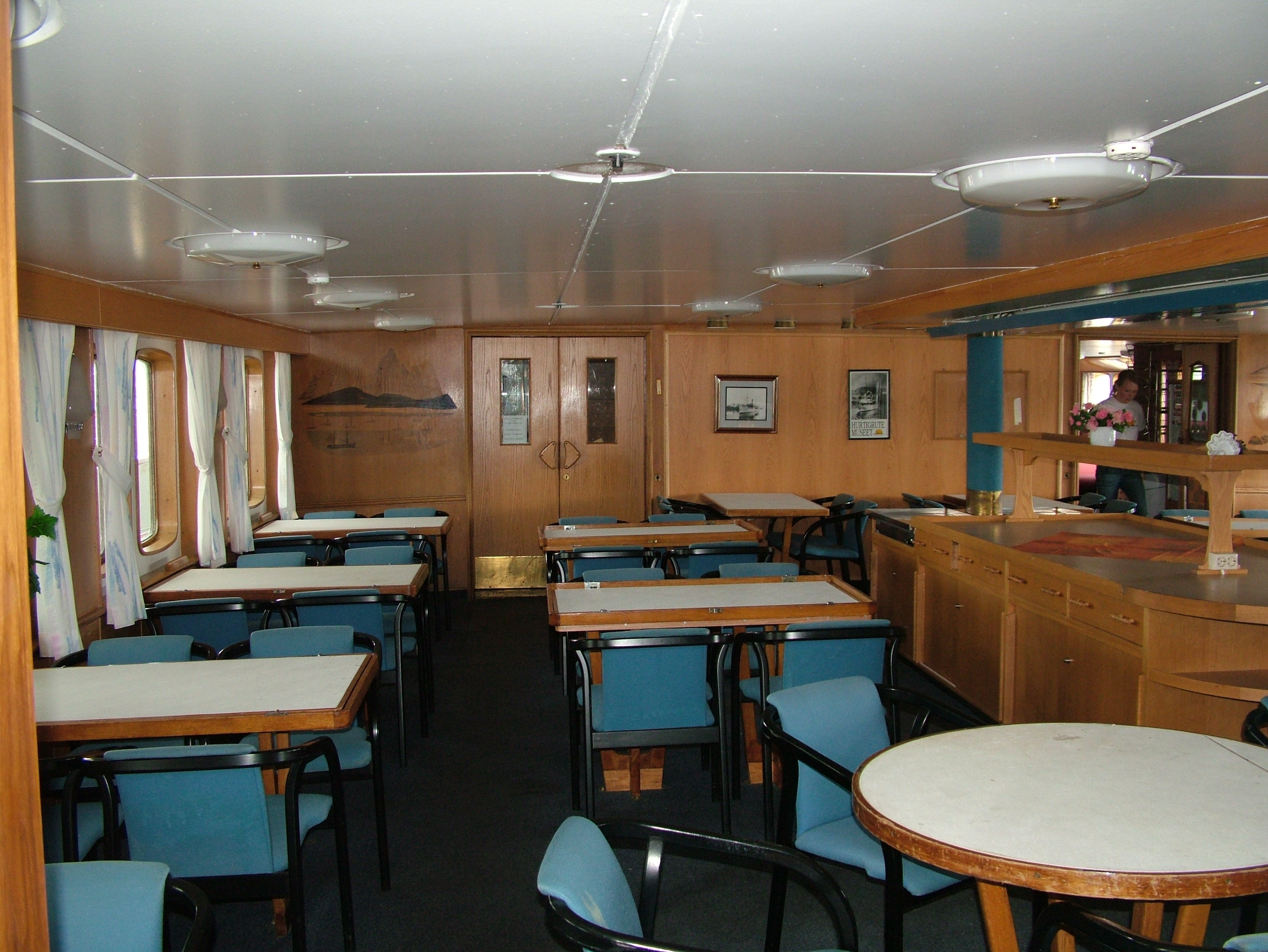
Im Salon der Finnmarken
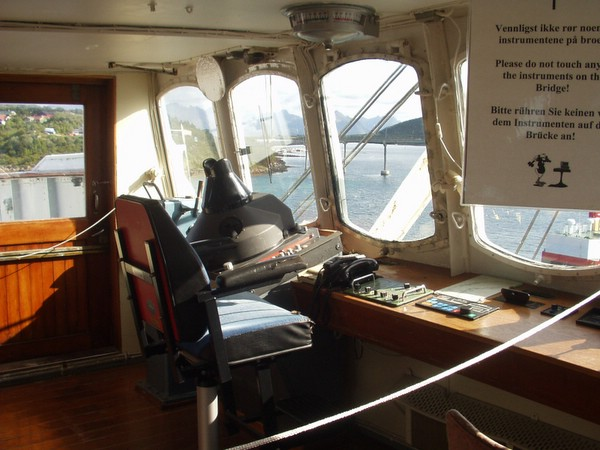
Auf der Brücke der Finnmarken
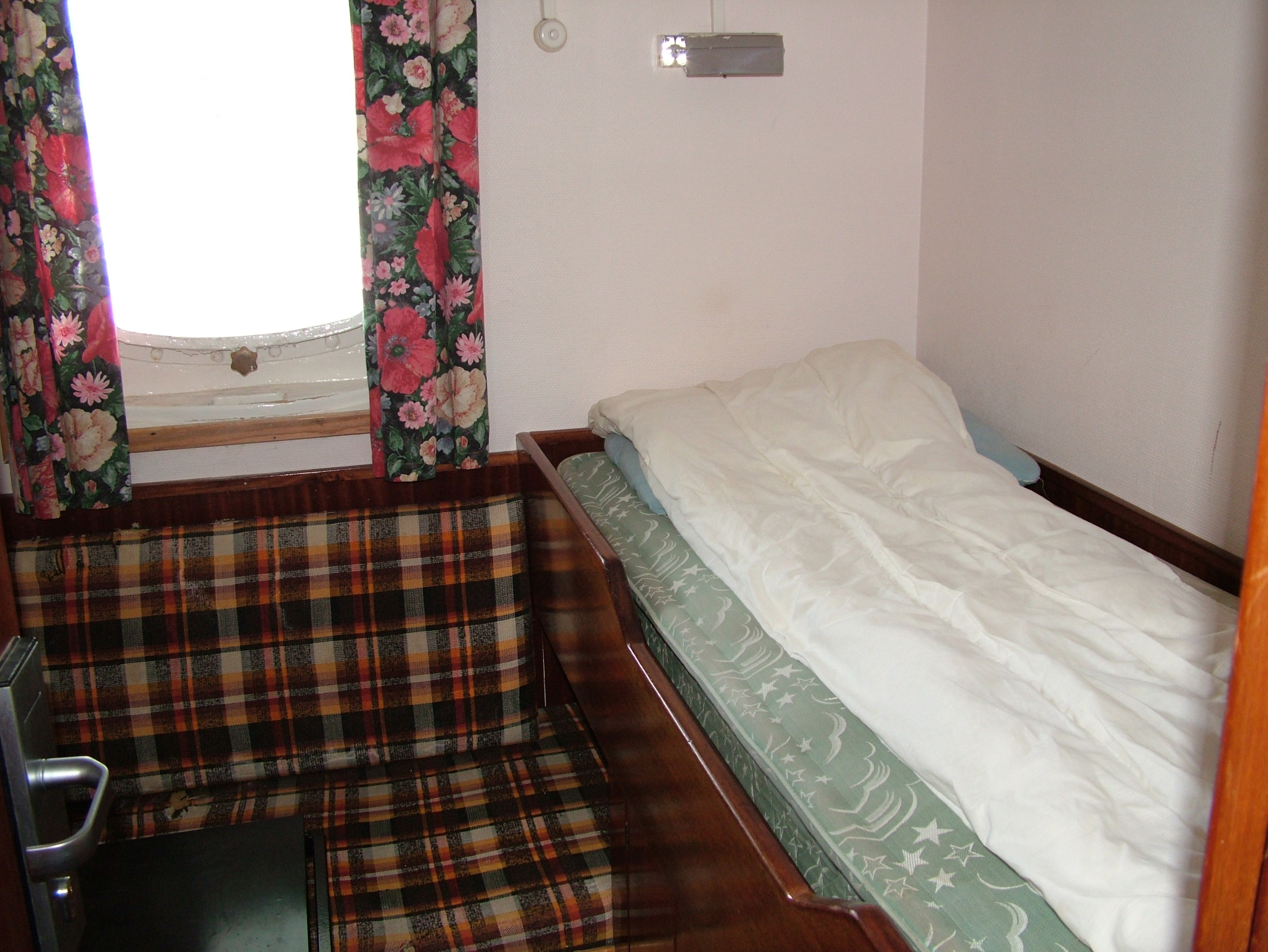
Blick in eine Kabine
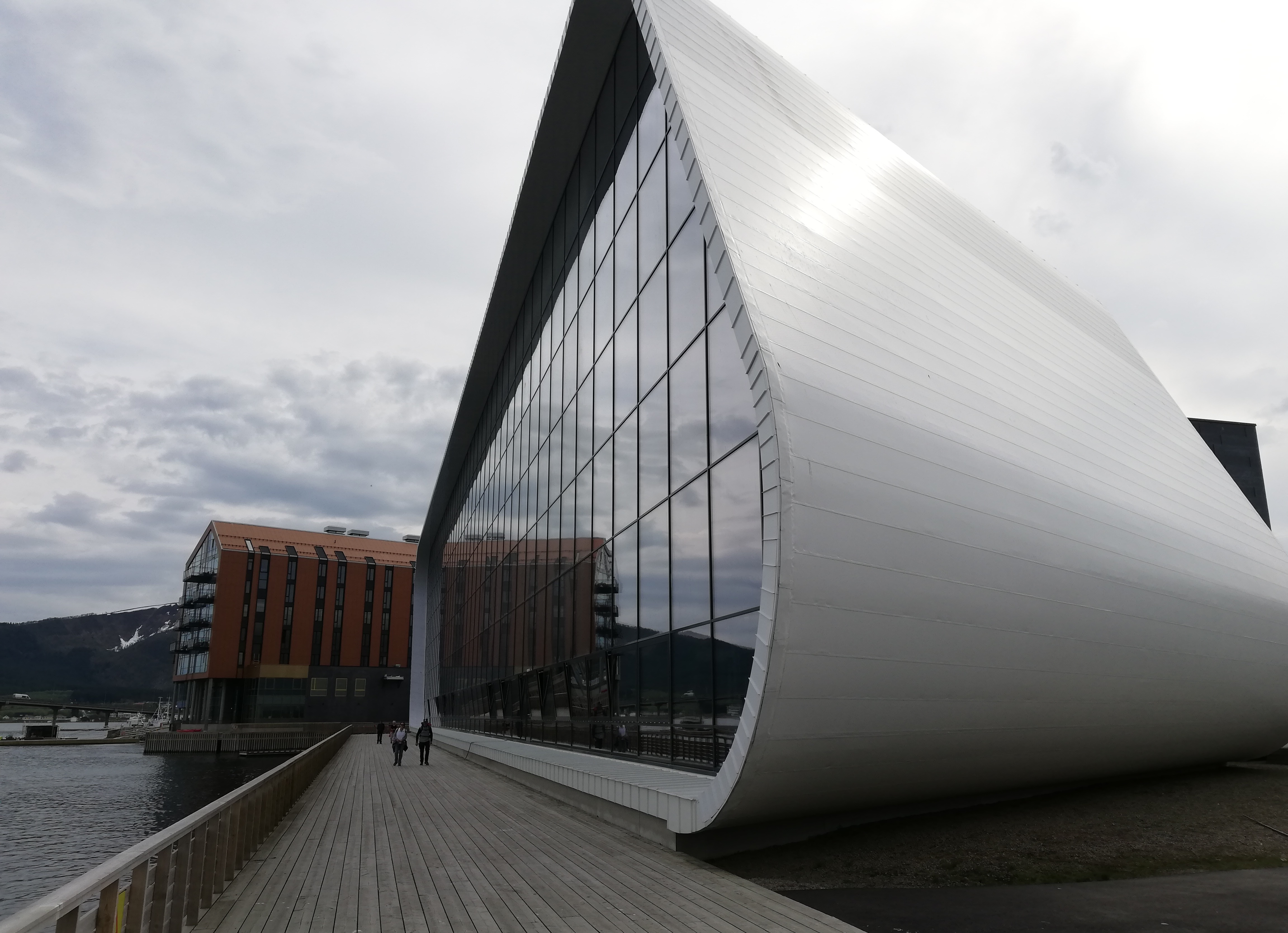
Gebäude von 2021